# عبد الله الفيصل بن عبد العزيز آل سعود
عبد الله الفيصل بن عبد العزيز آل سعود (18 يونيو 1923 – 8 مايو 2007). أمير وشاعر سعودي، الابن البكر للملك فيصل بن عبد العزيز آل سعود، والدته هي الأميرة سلطانة بنت أحمد بن محمد السديري.

## حياته

### طفولته وتعليمه
ولد في مدينة الرياض في 5 ذو الحجة عام 1341 هـ، تولى تربيته في صغره جده الملك عبد العزيز آل سعود ، ولما بلغ الخامسة من عمره انتقل مع والده الملك فيصل بن عبد العزيز آل سعود إلى الحجاز؛ فتلقى علومه فيها.
التحق عبد الله الفيصل بإحدى المدارس الابتدائية في مكة المكرمة، وكان التعليم آنذاك في طوره الأول، فحصل على الشهادة الابتدائية التي كانت من أعلى الشهادات آنذاك في المملكة، ولكنه لم يكتف بشهادته المتواضعة فانكب على التحصيل والمطالعة، وكان ميله إلى الشعر واضحًا، وكان يقرأ في الأدب والتاريخ والسياسة، ولكن الشعر كان أحب الفنون إلى نفسه، وقد قرأ للعديد من الشعراء من أمثال طرفة بن العبد، والنابغة الذبياني، وامرؤ القيس، وعنترة، وعمر بن أبي ربيعة، والمتنبي، وإبراهيم ناجي، وأحمد شوقي، وعلي محمود طه، وبدوي الجبل، وعمر أبو ريشة. يجهل الكثيرون أن الأمير الشاعر قد كتب الشعر الشعبي، فهو الذي ولد وعاش في بلاد الجزيرة، في محيط كبير أكثر شعرائه ينظمون الشعر الشعبي الدارج، وقد كان رائعًا ومتميزًا في هذا الجانب. كما حصل على الدكتوراه الفخرية من جامعة رالي بولاية كارولاينا الجنوبية بالولايات المتحدة عام 2001.

### نشاطاته
بدأ العمل الحكومي رسميًا في أواخر الأربعينيات الميلادية من القرن الماضي، عندما عيّنه الملك عبد العزيز وكيلًا لنائبه في الحجاز، حيث كان ينوب عنه في إدارة مجلس الوكلاء، وكان حريصًا على مشاركة والده في اهتمامه بمكة المكرمة ومشروعات الحرمين الشريفين، وفي عام 1950، تم تعيينه وزيرًا للداخلية والتي جمع معها وزارة الصحة، تفرّغ بعدها للداخلية، وفيما بعد للأعمال الحرة والقراءة والاطلاع، رافق والده الملك فيصل في العديد من المؤتمرات، ومنها مؤتمر إنشاء الأمم المتحدة عام 1945 في الولايات المتحدة. أما في المجال الشعري فقد برع الأمير عبد الله الفيصل في نظم القصيدة، واعتُبر واحدًا من فرسانها. تم تكريم الأمير في العديد من المحافل السعودية والإقليمية والدولية.
كان للأمير عبد الله دور بارز في النهوض بالحركة الرياضية في السعودية بدءًا من عام 1952، والذي شهد إقامة أول دوري رسمي منظم لكرة القدم في المملكة، على كأسه في المنطقة الغربية، وساهم في عام 1954 بتأسيس الاتحاد العربي السعودي لكرة القدم للإشراف على تنظيم المباريات تحت مسمى اللجنة العليا لاتحاد كرة القدم، وفي العام الذي تلاه أنشأ صندوق للاعبين، وبفضل جهوده في عام 1955 تم اعتماد بلاده رسميًا كعضو أساسي في الاتحاد الدولي لكرة القدم (الفيفا)، وتم قبول المملكة عضوًا رسميًا عام 1956. كما عمل على اعتماد ثلاث بطولات لكرة القدم السعودية، أبرزها كأس الملك وكأس ولي العهد. تولى في عهد جده الملك عبد العزيز منصب مساعد نائب الملك (والده الأمير فيصل) على الحجاز، ووزير الصحة، ووزير الداخلية.

### نشاطاته الرياضية
عمل عبد الله الفيصل على تأسيس الرياضة السعودية عامة والأهلي خاصة، فكان من الذين ساندو الرياضة السعودية في أوائل ولادتها ويعد داعم رئيسي للنادي الأهلي السعودي وداعمه الأول وهو أحب الأندية إليه كما ذكر في أحد اللقاءات التلفزيونية، أيضا لا ننسى دعمه للنادي الأهلي المصري في التنازل عن نصيبه في عدة شركات لصالح النادي لينشئ لـ النادي الأهلي قاعة حديثة مغطاة، وسميت بوابة دخولها باسم الأمير الراحل تكريماً له.
تبنى الاهتمام بالأهلي السعودي بعد استقالته من وزارة الداخلية عام 1960 وكان له دورا اجتماعيا للنهوض بكرة القدم السعودية. فقد كان يتجول بسيارته في أحياء مدينة جدة ومكة المكرمة لمشاهدة كرة القدم بالحواري ويشجيع المواهب بها ولا يبخل بالصرف عليها وتبني الفرق تبنياً أدبياً (مادياً)، ويعتبر الأمير هو مؤسس الرياضة السعودية.
ومن أبرز ماقام به حينما تم إيقاف مباريات كرة القدم في المملكة العربية السعودية بسبب مباراة بين الناديين الأهلي والاتحاد وسميت بمباراة كسر العظم لمدة سنة كاملة قام بإعادة الرياضة إلى توهجها القديم.
في عام 1974 أعلن الأمير عبد الله الفيصل اعتزال المناصب الرياضية والاكتفاء بمتابعة الرياضة وتشجيعها، وفي عام 1985 نال وسام أفضل شاعر في العالم من جاك شيراك، وفي عام 1405 هـ نال جائزة الدولة التقديرية في الأدب.
ومن انجازات الأمير عبد الله الفيصل في مجال تأسيس الرياضة السعودية:
- تبنيه إقامة أول دوري رسمي منظم لكرة القدم بالمملكة في المنطقة الغربية شارك فيه حينها فرق: الاتحاد، الثغر، أهلي مكة، الهلال البحري، الوحدة في شهر رجب عام 1372 هـ
- عام 1374 ه شكل الاتحاد العربي السعودي لكرة القدم للإشراف على تنظيم المباريات تحت مسمى «اللجنة العليا لاتحاد كرة القدم».
- أمر عام 1375 ه بإنشاء صندوق للاعبين وافتتح التبرع لهذا الصندوق حينها بثلاثة آلاف ريال.
- اهتم بخلق قاعدة وطنية للتحكيم وابتعث العديد من الكوادر الوطنية عام 1375 ه لدورات تحكيمية وأوجد كذلك لجنة لمراقبة الحكام.
- دعم المفهوم الرياضي وعالميته فتبنى إقامة المباريات التي تدعم القضايا العربية والإسلامية والإنسانية مثل التي أقيمت لصالح فلسطين وشهداء بورسعيد.
- تقديراً للنشأة الفنية لكرة القدم والرياضة السعودية تم اعتماد المملكة كعضو أساسي رسمي في الاتحاد الدولي لكرة القدم «الفيفا» عام 1376 1955 م. وأعلنت الموافقة الرسمية للفيفا بقبول المملكة عضواً رسمياً في يونيو عام 1956 م.

اعتمد عبد الله الفيصل قيام ثلاث بطولات لكرة القدم السعودية:
- كأس جلالة الملك لفرق الدرجة الأولى ويكون اللعب فيه بطريقة الدوري العام من دورين ويسمح فيه بمشاركة 4 لاعبين أجانب.
- كأس سمو ولي العهد للاعبين الوطنيين فقط واللعب فيه بطريقة خروج المغلوب.
- بطولة وزارة الداخلية الجهة الراعية للرياضة السعودية وتخصص تلك البطولة لفرق الدرجة الثانية بطريقة الدوري العام.

كما أقر نظام الإعانة للأندية. واعتبر من رواد الحركة الرياضية في المملكة باعتراف اللجنة الأولمبية الدولية. وفي إطار تنظيم الحركة الرياضية في المملكة، وافق على اشتراك المملكة في البطولة العربية التي أقيمت في بيروت عام 1957 بفرق في كرة القدم والطائرة، فكان هذا أول تمثيل للمملكة في الخارج. أطلق اسمه على ملعب رعاية الشباب بمحافظة جدة عرفاناً بدوره.

## أعماله الأدبية
أسس مجموعة الفيصلية التي تعمل في عدة مجالات. وهو أيضا شاعر كبير من شعراء الأغنية العربية (الفصحى والنبطي) حيث تغنى بقصائده العديد من نجوم الغناء العربي والشعبي مثل: أم كلثوم (ثورة الشك، من أجل عينيك)، نجاة الصغيرة، عزيزة جلال، عبادي الجوهر، عبد الحليم حافظ، فايزة أحمد، طلال مداح، محمد عبده، محمد عمر، خالد عبد الرحمن، عبد الكريم عبد القادر، ، نبيل شعيل، فهد بن سعيد، كما أنشد مشاري العفاسي قصيدة (إلى الله) ولحنها وخرجت ضمن ألبوم ذكريات 2008.

### دواوين مطبوعة
- (وحي الحرمان) صدر عام 1953 م/ 1373 هـ (قصائد فصحى) الطبعة الأولى
- (حديث قلب) صدر عام 1980 م/ 1400 هـ (قصائد فصحى) ترجم إلى الإنجليزية والفرنسية والروسية
- (مشاعري) صدر عام 1985 م / 1405 هـ (قصائد شعبية نبطية)

وله أيضاً ديوان وحي الحروف، وديوان خريف العمر. كان شغوفا بكل أمسيات الشعر الموسمية وكان صالونه عامرا بالجلسات الشعرية والأدبية وكان مضيافا لعمالقة الفن والشعر. كان يحب أم كلثوم لما يحوي صوتها من شجن. كما كان مغرم بعبد الحليم حافظ. وقد أهداهما عدة قصائد قاما بغنائها ونجحت نجاحا منقطع النظير )

### الشعر
"أن وضعه بوصفه أميرًا مسؤولاً قد حرضه على وأد كثير من شعره. وما أفاض به من أعمال شعرية اتسمت موضوعاتها بالذاتية، فكان بهذا رأس الرومانسيين، وإن جاءت له قصائد وطنية، اتسمت بالإنشادية والحماسة. وكل شعره ذو طابع غنائي، وصفاء موسيقي.. واضطلاعه المبكر بالمسؤوليات حال دون خلوصه للشعر. والتقصي الدلالي واللغوي والفني والشكلي والإيقاعي لما أفضى به إلى المشاهد يجلي في عمله الشعري كل الوحدات التي لم يتوافر عليها معاصروه من شعراء العمودية، ومن ثم تجلت الوحدة الموضوعية في القصيدة الواحدة، وقد تتجلى الوحدة في الديوان كله لولا إلمامات وطنية، والمتقصي شعره عنده تلك الوحدة، وأن ألم بقضايا أمته، وأشاد بأمجادها، واستنهض همم الشباب، ولكن ذلك كله لا يخلصه من رومانسيته وذاتيته وعذريته، ومناجاته وخصامه لمن يحب وثورته في بعض الأحيان تجلي العذرية المتصوفة.
وهو في أعماله الشعرية من هذه النوعية التي يعرفها الناس فلا ينكرونها؛ لأن شعره أكثر ارتباطًا بموضوعاته. ولم يظفر المشهد الأدبي إلا بعملين اثنين، وآخر باللهجة العامية، وهذان العملان يقعان في 1803 ويشتملان على 131 قصيدة ومقطوعة، تراوح كل قصيدة بين 3 أبيات و 21 بيتًا.
وطغيان الذاتية ومراوحته بين الشكاية والتمرد حملته على اعتماد اللمحة وقصر النفس والإجمال، واقتصار معجمه الشعري على لغة الحب، وهو في وطنياته لا يبرح قاموسه اللغوي، وتشكيله العروضي، وفوق ذلك فقد أسهم في تنشيط الحركة الأدبية والرياضية في المملكة، وحصل على جوائو وأوسمة: محلية وعربية وعالمية، واهتم بدراسة شعره كبار الأدباء، من مثل طه حسين، وما رون عبّود، وقدمت عنه دراسة أكاديمية باللغة الفرنسية، ودراسات أخرى، وكرّمته مؤسسة سعاد الصباح، وصدرت الدراسات ف يمجلد ضخم تناول كل جوانب شعره".

### دراسات عن شعره
اهتم بالكتابة عن شعر الأمير عبد الله الفيصل الكثير من الباحثين والنقاد سواء أكانت كتابات في صحف ودوريات سيارة أو دراسات متخصصة في رسائل جامعية، ولعل أبرز من كتبوا عنه الدكتور طه حسين، والدكتور أحمد كمال ذكي، والدكتور حسن الهويمل والدكتور سعد ظلام والدكتور صابر عبد الدايم.
أما أبرز الرسائل الجامعية التي اهتمت بشعره فهي:
- رسالة الماجستير للباحثة منيرة العجلان وكانت بعنوان (عبد الله الفيصل حياته وشعره) وكانت في جامعة السوربون.
- رسالة الدكتوراة للباحث الشاعرعزت محمود علي الدين وكانت بعنوان (ظاهرة الاغتراب في شعر إبراهيم ناجي وعبد الله الفيصل ـ عرض وتفسير وموازنة) وكانت في كلية اللغة العربية بـجامعة الأزهر في القاهرة.
- رسالة ماجستير للباحثة حورية العتيبي، وكانت في كلية الآداب للبنات في الدمام.

## وفاته
في يوم الثلاثاء 21 ربيع الآخر 1428 هـ الموافق 8 مايو 2007 صدر بيان رسمي من الديوان الملكي السعودي معلنًا وفاة الأمير عبد الله بن فيصل بن عبد العزيز آل سعود في مدينة جدة عن عمر يناهز 85 عامًا إثر مرض عانى منه، وصلي عليه بعد صلاة العشاء في المسجد الحرام في مكة المكرمة ثم نقل جثمانه إلى مقبرة العدل حيث دفن هناك.

## حياته الخاصة

### زوجاته
- الأميرة الجوهرة بنت خالد بن محمد بن عبد الرحمن آل سعود (توفيت في 2005). والدة الأمير خالد، الأمير محمد، الأمير عبد الرحمن، الأمير طلال، الأمير سلطان، الأمير تركي، والأمير بندر.
- الأميرة نورة بنت عساف العساف (مطلقة، ومتوفاة عن عمر يناهز الـ80 عامًا، وصلي عليها يوم الخميس 19 جمادى الآخرة 1433 هـ). والدة الأمير سعود.[8]
- الأميرة سلوى بنت سعيد بن مسفر العدوي القحطاني. والدة الأميرة سلطانة، والأمير فيصل.

### أبناؤه
- الأمير خالد بن عبد الله الفيصل آل سعود (متوفى). متزوج من الأميرة الجوهرة بنت خالد بن عبد العزيز آل سعود وله من الأبناء الأمير محمد (الرئيس التنفيذي لمجموعة الفيصلية).
- الأمير محمد بن عبد الله الفيصل آل سعود (متوفى، من مؤسسي النادي الأهلي بجدة، وأحد شعراء النبط بالمملكة).
- الأمير عبد الرحمن بن عبد الله الفيصل آل سعود (رئيس مجلس إدارة مجموعة الفيصلية).
- الأمير سعود بن عبد الله الفيصل آل سعود (توفي في 4 يونيو 2020[9][10]). وله من الأبناء الأمير فيصل، والأمير خالد[11]، وله كريمة متزوجة من الأمير نايف بن سعود بن محمد بن عبد العزيز بن سعود آل سعود.[12]
- الأمير طلال بن عبد الله الفيصل آل سعود (متوفى).
- الأمير سلطان بن عبد الله الفيصل آل سعود. وله من الأبناء الأمير خالد (متزوج من كريمة الأمير خالد بن سعد بن عبد العزيز آل سعود).
- الأمير تركي بن عبد الله الفيصل آل سعود.
- الأمير بندر بن عبد الله الفيصل آل سعود (متوفى).
- الأمير فيصل بن عبد الله الفيصل آل سعود.
- الأميرة سلطانة بنت عبد الله الفيصل آل سعود.

## وصلات خارجية
- عبد الله الفيصل على موقع أوليمبيديا (الإنجليزية)